# ラウール・プーニョ
ステファーヌ・ラウール・プーニョまたはピュニョ（Stéphane Raoul Pugno, 1852年6月23日 パリ - 1914年1月3日 モスクワ）は、フランスの音楽教師・作曲家・オルガニスト。モーツァルトやショパンの作品の卓越した解釈により、ピアニストとして歴史に名を遺している。

## 略歴
母親はロレーヌ出身で、イタリア系の父親は、楽器のレンタル業も兼ねた楽譜店をパリのカルチエ・ラタンで営んでいた。
早くから父親からピアノの指導を受け、6歳でデビューする。ポニャトフスキ公の支援でニーデルメイエ宗教音楽学校に入学する。その後14歳でパリ音楽院に進み、ショパンの高弟ジョルジュ・マティアスにピアノを、アンブロワーズ・トマに作曲を、フランソワ・ブノワにオルガンを師事。1866年にピアノで、1867年に和声法とソルフェージュで、1869年にオルガンで首席に輝く。
1871年のパリ・コミューン政府によってオペラ座の音楽監督に任命され、再開されたオペラ座で自作の2つが上演された。1872年から1892年までサントゥジェーヌ教会のオルガニストに、1874年にはヴァンタドール劇場の合唱指揮者に、1892年から1896年までパリ音楽院で和声法の、1896年から1901年までピアノの教授に就任した。
1893年までは教職に追われていたが、その頃には中年になっていた。それからは演奏会ピアニストとしての活動を再開すると決心し、グリーグの《ピアノ協奏曲 イ短調》にとりかかった。同年ワーグナーの《ラインの黄金》のピアノ4手版による上演では、ドビュッシーと二人で伴奏者を務めている。ヨーロッパ各地で演奏旅行を行ない、1894年にはイングランドに、また、ヴァイオリニストのウジェーヌ・イザイとの共演で1897年から1898年までアメリカ合衆国に赴き、1903年にはイザイとアメリカを再訪問して演奏を行なった。
プーニョはイザイの伴奏者としても著名であり、1896年にはイザイとともに、フォーレやサン＝サーンス、ショーソンの作品を演奏しており、両者はほかにも、マニャールやヴィエルヌのヴァイオリン・ソナタを演奏した。プーニョはまた、レオポルト・アウアーの伴奏者も務めている。
1904年にプーニョはセーヌ＝エ＝オワーズ県（現在のイヴリーヌ県）のガルジャンヴィルの首長になり、ナディア・ブーランジェとその妹リリーと知り合いになった。ブーランジェ姉妹は、ガルジャンヴィルのプーニョ邸「アヌクール荘（Villa Hanneucourt）」の近くに越してきた。その後この田園地帯を、ポール・ヴァレリーやガブリエーレ・ダヌンツィオ、ウィレム・メンゲルベルク、カミーユ・サン＝サーンス、ジャック・ティボー、エミール・ヴェルハーレン、イザイといった著名人の訪問客が訪ねて来た（ちなみにプーニョはヴァレリー夫人の個人教授でもあった）。ガルジャンヴィルの自宅では、サン＝サーンスやナディア・ブーランジェと、2台のピアノで協奏曲や4手のためのピアノ曲を演奏した。ブーランジェは、ピアノ二重奏においてプーニョの贔屓のパートナーになった。二人の芸術上の緊密な協力は、プーニョをピアニストに、ブーランジェを指揮者にした演奏旅行を行なうまでに進んだ。さらに、二人で音楽を共作するようにもなった。
1906年には、ロイヤル・フィルハーモニー協会より名誉会員に選ばれている。
1914年にロシアで演奏旅行中にモスクワに客死した。

## 演奏様式と音源
プーニョはモーツァルトのピアノ独奏曲やピアノ協奏曲の専門家であった。また、ショパンやフランクの解釈にも秀でていた。おそらくプーニョは、録音によって世界的な成功を収めた最初のピアニストの一人である。1903年の4月から11月まで、当時51歳の巨匠は、録音に大変興味を持ちパリでグラモフォン社のために何度か録音を行ない、ヘンデル、スカルラッティ、ショパンの作品に加えて、自作の《即興的円舞曲》を録音した。ショパンのワルツでは、名高い「パール奏法」を披露している。11月の録音セッションでは、スペイン旅行で知り合った女声歌手マリア・ゲー（Maria Gay, 1879年–1945年）を伴奏して、とりわけビゼーやサン＝サーンス、それに自作のロマンスを録音した。また、パリに来たノルウェーのエドワルド・グリーグを誘ってグラモフォン社で録音をさせた事も知られて居る。
プーニョのショパンの録音は、ほかに《即興曲 第1番》作品29や《華麗なる円舞曲》作品34-1、《子守唄》作品57、《ピアノ・ソナタ第2番 変ロ短調》より第3楽章「葬送行進曲」がある。しかしながら最も重要な録音は、ショパンの《夜想曲 嬰ヘ長調》作品15-2である。標準的な演奏よりも明らかに遅めのテンポで演奏しているが、このような解釈は、ショパンの高弟であった恩師ジョルジュ・マティアスからの遺産であった。録音から確認される通りであるが、ただし傷だらけの盤面に一定しないスピードで録音されたため、音はひずんで録られている。プーニョの最も長い録音は、フランツ・リストの《ハンガリー狂詩曲 第11番》の演奏である。劇的で刺戟的な演奏でありながらも、プーニョは統率力を失うことなく自分の能力を極限まで発揮している。

## エピソード
•プーニョは料理人でもあったらしい。ロッシーニのように、グルメな人だったのでしょう。
- プーニョは美術愛好家で通の蒐集家であり、オテル・ドルオのオークション会場の常連だった。
- レオポルド・ゴドフスキーはかつてプーニョが自作を演奏したコンサートに居合わせた。後で意見を訊かれてゴドフスキーはこう答えた。「思うに、プーニョは、先に指使いを書いてから、後で音符を付け足してるんでしょうな[1]。」

## 作品

### 歌劇
- メルヒェン・オペラ《かわいい妖精（Feerie La Fee Cocotte ）》 （1887年）
- 歌劇《メリュジーヌ（Melusine ）》
- 歌劇《死都 （La ville morte ）》（ガブリエーレ・ダヌンツィオ原作．ナディア・ブーランジェとの共作．1914年11月に初演予定であったが第1次世界大戦勃発につき実現ならず）

### オペレッタ
- 喜歌劇《ユリシーズの帰還（Le Retour d’Ulysse ）》 （ファブリス・キャル原作．1889年2月1日、パリ初演）
- 兵隊さんは誰のため （A qui la troupe ） 1877年、アスニエール初演
- オペラ・コミック《ニネッタ （Opera-comique Ninetta ）》1882年12月23日、パリ初演
- ドンデーヌ党 （La brigue Dondaine ） 1886年、パリ初演
- オペラ・ブッファ《（Opera-bouffe Le Sosie ）》 1887年10月7日、パリ初演
- オペラ・コミック《 （Opera-comique Le Valet de coeur ）》 1888年4月19日、パリ初演
- マリウスの天職 （La vocation de Marius ） 1890年5月29日、パリ初演
- 喜歌劇《小さな指錠（Opera-comique La Petite Poucette ）》（1891年）

### バレエ音楽
- バレエ音楽《蝶々（Les Papillons ）》 （1881年、ロンドン初演）
- 2場のバレエ＝パントマイム《花の騎士（Le Chevalier aux fleurs ）》（アンドレ・メサジェとの共作．原作：ポール＝アルマン・シルヴェストル）
- 5幕のバレエ《ヴィヴィアーヌ（Viviane ）》（エドモン・ゴンジネ原作．1886年10月28日、パリ初演（於エデン劇場））
- パントマイム Pantomime La Danseuse de corde （1892年）
- パントマイム劇《軍旗のために》 Mimodrame Pour le drapeau （1895年）

### オラトリオ、カンタータ
- オラトリオ《ラザロの復活（La Resurrection de Lazare ）》 （1879年初演）

### 声楽曲
- 連作歌曲集《明るい時刻（Heures claires ）》（1909年．ナディア・ブーランジェとの共作）

### ピアノ曲
- ゆるやかな円舞曲 Valse lente
- 月光へのセレナード La Sérénade à la Lune
- 即興曲 Impromptu
- ピアノ・ソナタ

### 校訂
1902年に、伝承された初版にしたがいショパン作品の原典版を校訂し、指使いや速度記号をあてがった新版を、ウィーンのウニヴェルザール出版社より出版した。『バラードと即興曲』ならびに『ソナタ』を除いて出版年代不詳である。
- バラードと即興曲 Ballades et Impromptus. Universal Edition, Wien 1902, U.E.345.
- マズルカ Mazurkas. Universal Edition, Wien o.J., U.E. 342.
- 夜想曲 Nocturnes. Universal Edition, Wien 1902, U.E. 344.
- ポロネーズ Polonaises. Universal Edition, Wien 1902, U.E. 343.
- 前奏曲とロンド Préludes & Rondos. Universal Edition, Wien o.J., U.E. 348.
- スケルツォと幻想曲 Scherzos & Fantaisie. Universal Edition, Wien o.J., U.E. 346.
- ソナタ Sonaten. Universal Edition, Wien 1902, U.E. 349.
- ワルツ Valses. Universal Edition, Wien o.J., U.E. 341.
- 協奏曲 Concerte. Universal Edition, Wien o.J., U.E.351 und U.E. 352.

## 主要な門人
- マリオン・バウアー (1882–1955)
- ナディア・ブーランジェ (1887–1979)
- ジェルメーヌ・シュニゼール (1888–1982)
- アンリ・フェヴリエ (1875–1957)
- フィリップ・ゴーベール (1879–1941)
- ボリス・マルケヴィチ （イーゴリ・マルケヴィチ）の父
- マグダ・タリアフェロ (1893–1986)
- ヤコフ・トカーチ （エミール・ギレリスの師）
- アンリ・ヴォーレット (1864–1936)
- ユリウシュ・ヴォルフソーン (1880–1944)

## 参考資料
- Grove V (1961)
- Hugo Riemann: Musiklexikon (8. Auflage). Max Hesses Verlag, Berlin-Leipzig 1916, S. 882.
- Ferdinand Laven: Unsere Künstler. Raoul Pugno. In: Neue Musik-Zeitung 9 (1914). Carl Grüninger Verlag, Stuttgart 1914.

## 註
1. ↑   “アーカイブされたコピー”. 2008年1月7日時点のオリジナルよりアーカイブ。2007年10月29日閲覧。